# Robert Salvi
Robert Salvi (1894. – 1969.), nekadašnji igrač splitskog Hajduka još iz 1910-tih godina. Ima ukupno 68 nastupa i 56 zabijenih golova, od čega svi u prijateljski utakmicama još u vrijeme prije osnutka Splitskog podsaveza.
Jedina službena utakmica bila je protiv Juga 18. travnja 1920. koju je Hajduk nažalost izgubio kod kuće s 0:1. Salvi je dobio zlatni grb za 50 hajdukovih godina, srebrni grb za 40-ti rođendan a posvećena mu je i jedna koračnica.
Robert Salvi kojega su od milja zvali Šlavi, i danas ima živih potomaka, to je Janja Salvi, danas umirovljena profesorica glazbe, koja kaže da su svi živjeli za Hajduk.
U momčadi Hajduka nalazi se od 1911.